# Foreste di latifoglie subtropicali dell'Himalaya
Le foreste di latifoglie subtropicali dell'Himalaya sono un'ecoregione dell'ecozona indomalese, definita dal WWF, che si estende prevalentemente attraverso le colline del Nepal centrale, ma copre anche settori del Darjeeling, del Bhutan e dello stato indiano dell'Uttar Pradesh (codice ecoregione: IM0115). Rappresentano una fascia di foresta di latifoglie subtropicale che si allunga da est ad ovest ad un'altitudine di circa 500-1000 m lungo le colline dei Sivalik, e comprende tipi diversi di vegetazione man mano che aumenta il gradiente delle precipitazioni, procedendo da occidente verso oriente.

## Territorio
L'ecoregione copre un'area di 38.200 km² ed è suddivisa in due parti dal corso del Kali Gandaki, che si è fatto strada fin lì dopo aver scavato la gola più profonda del mondo attraverso l'Himalaya. Costituisce un anello vitale nella catena dei diversi ecosistemi himalayani, dove la connessione altitudinale è fondamentale per la funzione degli ecosistemi. Il suolo è composto da alluvioni depositate nel corso dei secoli dai fiumi che drenano questa giovane catena montuosa.
Alle quote più basse, l'ecoregione è fiancheggiata dalle savane e praterie del Terai-Duar. Al di sopra dei 1000 m, cede il passo alla pineta subtropicale dell'Himalaya.
Le precipitazioni diminuiscono andando da est ad ovest, ma possono arrivare a 2000 mm annui. L'Himalaya cattura l'umidità dei monsoni che arrivano dal golfo del Bengala e la maggior parte di queste precipitazioni cade sull'Himalaya orientale. Pertanto, l'Himalaya occidentale è più secco, una tendenza che si riflette nella linea degli alberi, che scende da 4000 m ad est a circa 3500 m ad ovest.

## Flora
L'ecoregione ospita una vasta gamma di comunità vegetali, in base alla sua complessa orografia, ai diversi tipi di terreno e alle variazioni delle precipitazioni dal più arido ovest al più umido est. La sua posizione sul versante meridionale dell'Himalaya consente la mescolanza di piante e animali provenienti dalle ecozone indomalese e paleartica. I tipi di foresta principale sono la macchia di Dodonaea, le foreste sempreverdi secche subtropicali di Olea europaea subsp. cuspidata, le foreste decidue miste secche settentrionali, le foreste secche di sal (Shorea robusta) dei Sivalik, le foreste decidue miste umide, le foreste di latifoglie subtropicali umide di collina, le foreste semi-sempreverdi tropicali settentrionali e le foreste sempreverdi umide tropicali settentrionali.

## Fauna

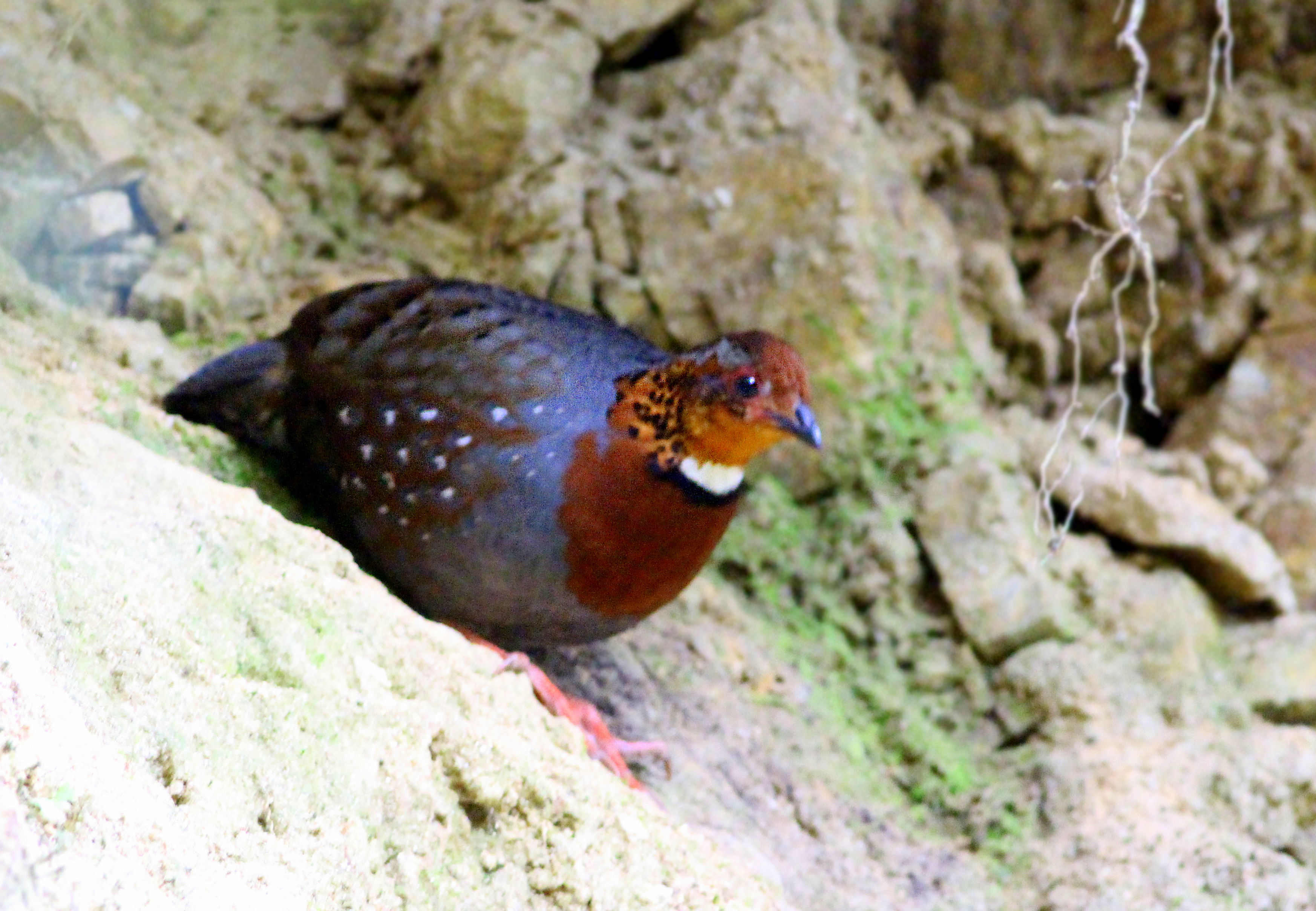
Esemplare maschio di pernice pettocastano (Arborophila mandellii)

Varie specie di mammiferi originarie della regione sono minacciate, tra cui la tigre del Bengala (Panthera tigris tigris), l'elefante indiano (Elephas maximus indicus), la lontra liscia (Lutrogale perspicillata), il leopardo nebuloso (Neofelis nebulosa), il gaur (Bos gaurus), il capricorno dell'Himalaya (Capricornis thar), lo scoiattolo dell'Irrawaddy (Callosciurus pygerythrus) e lo scoiattolo volante multicolore (Hylopetes alboniger). L'endemico presbite dorato (Trachypithecus geei) occupa un areale molto piccolo e limitato alle foreste di latifoglie a nord del Brahmaputra. La fauna ornitica è molto ricca e comprende più di 340 specie. La pernice pettocastano (Arborophila mandellii) è endemica della regione, ma vivono qui anche l'anatra alibianche (Asarcornis scutulata), globalmente minacciata, e cinque specie di bucero.

## Conservazione
In questa ecoregione si estendono otto aree protette per un totale di 2710 km², vale a dire circa il 7% della sua area totale; tra i più importanti ricordiamo il parco nazionale di Valmiki in India e quelli di Bardiya, Chitwan e Parsa in Nepal.